# Knapcsik József
Knapcsik József (Budapest, 1935. december 24. – Budapest, 1990. szeptember 26.) magyar bábművész, színész.

## Életpályája
1963-ban végezte el a Bábszínészképző Tanfolyamot és az Állami Bábszínháznál kezdte pályáját. 1973-tól az Állami Déryné Színház társulatának színésze volt. 1978-tól haláláig ismét az Állami Bábszínház tagja volt. Legendás humorérzékkel megáldott karakterszínész volt. Emlékére, 1991-ben fiatal művésztársai Dody 54 néven művészeti társaságot alapítottak, amely 2016-ig működött.

## Fontosabb színházi szerepei
- Carlo Gozzi – Heltai Jenő: A szarvaskirály... Pantalone, vadászati miniszter
- Nina Gernet – Bánd Anna – Devecseri Gábor: Aladdin csodalámpája... Aladdin
- Alekszej Nyikolajevics Tolsztoj – Jékely Zoltán: Fajankó kalandjai... Tónió apó; Pierro
- Grimm fivérek – Ignácz Rózsa: Csipkerózsika... Király; Időapó; Napmadár
- Jan Lewitt – George Him – Urbán Gyula: Hupikék Péter... Félszemű buldog; Kakas sofőr; Fekete kandúr
- Fazekas Mihály – Hárs László: Ludas Matyi... Ludas Matyi; Gergő
- Arany János – Jékely Zoltán:  Toldi... Csepű koma
- Hegedüs Géza – Kardos G. György: Fehérlófia... Fehérlófia
- Hegedüs Géza – Tarbay Ede: A csodaszarvas népe... Ártó
- Lázár Ervin: Berzsián és Dideki... Vinkóci Lőrénc, kocsmáros; Szőrénszőr Tejbajszán
- Urbán Gyula: A kacsalaki rejtély... Mormota Menyhért; Mormota Márton; Sün postás
- Tarbay Ede – Sebő Ferenc: Varjúdombi meleghozók... Venyige apó; Molnár
- Tóth Eszter: Csizmás kandúr... Jani; Haramia I.; Öreg molnár; Öreg király
- Pancso Pancsev: A négy süveg... Kincstárnok
- George Bernard Shaw: A sors embere... Napoleon
- Valentyin Petrovics Katajev: Bolond vasárnap... Alex
- Jevgenyij Lvovics Svarc: Hétköznapi csoda... Első animátor
- Csingiz Ajtmatov: A versenyló halála... szereplő
- Dimitar Dimov: Elkárhozottak... Domingo
- Oscar Straus: Varázskeringő... Wendolin, miniszter
- Kálmán Imre: A montmartre-i ibolya... Rotschild báró

## Filmes, televíziós szerepei
- Dús király madara (1988)